# آرپاد بارانی
آرپاد بارانی (مجاری: Bárány Árpád؛ زادهٔ ۲۴ ژوئن ۱۹۳۱) شمشیرباز اهل مجارستان بود.
وی در مسابقات کشوری و بین‌المللی در مجموع برندهٔ ۱ مدال طلا شده‌است.